# Поладов, Фуад Агарагим оглы
Фуад Агарагим оглы Поладов (азерб. Fuad Ağarəhim oğlu Poladov; 24 мая 1948 — 5 мая 2018) — советский и азербайджанский актёр театра и кино. Народный артист Азербайджанской ССР (1987).

## Биография
Первая роль в 1966 году в фильме «Следствие продолжается». В 1967—1972 гг. студент факультета актёра драмы и кино Азербайджанского государственного института искусств им. М. А. Алиева. Будучи студентом Ф. Поладов на сцене Академического национального драматического театра играл роль Савалана в постановке пьесы Ильяса Эфендиева "Уничтоженные дневники". После премьеры спектакля 29 ноября 1969 года Ф. Поладов был включен в актерскую труппу театра. Двадцать лет проработал в этом коллективе. 20 марта 1987 года удостоен почётного звания Народного артиста Азербайджанской ССР. Всего артист снялся в 43 фильмах и сыграл множество ролей в бакинских театрах. Служил в Русском драматическом театре имени Самеда Вургуна с 1989 года.
В октябре 2016 года Поладов покинул Азербайджанский государственный академический национальный драматический театр, продолжая работать в Русском драматическом театре им. Самеда Вургуна.
5 мая 2018 года Фуад Поладов скончался от онкологического заболевания и был похоронен в Баку.

## Творчество

### Театральные работы
В Русском драматическом театре им. Самеда Вургуна:
- «Публике смотреть воспрещается» (Ж. Марсан) — Эрве Монтень
- «Западня для одинокого мужчины» (Р. Тома) — Даниэль
- «В городе ужасно неспокойно» (И. Пиковский) — Павел Трунников
- «Вишнёвый сад» (А. П. Чехов) — Лопахин
- «Игра теней» (Ю. Эдлис) — Юлий Цезарь
- «Черная дыра» (Г. Стефановский) — Стефан
- «Дьявол» (Г. Джавид) — Дьявол
- «Призраки среди нас» (К. Абэ) — Санкити Оба
- «Эдди Карбоне» («Вид с моста») (А. Миллер) — Эдди
- «Семья по-французски» (Ж. Пуаре) — Стефан
- «Лебединая песня» (А. Чехов) — Светловидов
- «Август выполняет свой долг» (Дж. Б. Шоу) — Август
- «Священные чудовища» (Ж. Кокто) — Флоран
- «Утешитель вдов» (Дж. Маротт, Б. Рондоне) — Эдуадо Палумбо
- «Недосягаемая» (С. Моэм) — доктор Корниш
- «Наполеон I» (Ф. Брукнер) — Наполеон Бонапарт
- «Королевские игры» (Г. И. Горин) — Кардинал Вулси
- «Смешанные чувства» (Р. Баэр) — Герман Льюис
- «Чайка» (А. Чехов) — Дорн

### Фильмография
- 2012 — Град — Первый секретарь
- 2008 — Доброе утро, мой ангел! / Гюнайдын, мелейим!
- 2006 — Русский перевод — подполковник Абду Салих, комбриг 7 ПДБр
- 2006 — Прощай, южный город
- 2004 — Взлётная полоса — Малик
- 2004 — Там, где сливаются реки
- 2001 — Телефон доверия
- 1998 — Страх
- 1998 — Семья
- 1993 — Расстрел переносится
- 1993 — Пес
- 1993 — Красный поезд
- 1987 — Экзамен
- 1987 — Сигнал с моря
- 1978 — Свекровь — Аяз
- 1977 — День рождения — Назим
- 1971 — Главное интервью
- 1966 — Следствие продолжается — Селим

## Премии и награды
- Апофигей — 94, 95, 96, 98.
- 1974 год — Получил Премию Ленинского комсомола Азербайджанской ССР.
- 1 декабря 1982 года — Заслуженный артист Азербайджанской ССР.
- 20 марта 1987 года — Народный артист Азербайджанской ССР.
- 1998 год — Получил премию «Хумай» за вклад в развитие искусства Азербайджана.
- 2003 год — Гран-при «Золотой дервиш».
- 2003 год — Приз Республиканского кинофестиваля «Золотая лампа» за лучшую мужскую роль.
- 2004 год — Золотая медаль «Театральный деятель»[азерб.] (Союз театральных деятелей Азербайджана)[5].
- 2005 год — Персональная пенсия Президента Азербайджанской Республики (2005)[6].
- 2013 год — Кинематографическая премия Союза кинематографистов Азербайджана (2013)[7].